# 渡辺典博
渡辺 典博（わたなべ のりひろ、1936年8月11日 - 2015年6月2日）は、日本の写真家。茨城県鹿嶋市出身。
巨樹・巨木の撮影をライフワークとして活動した。

## 経歴
鹿島神宮の宮司を代々つとめた鹿島家をルーツとし、神宮の森の傍らの家に育つ。
明治初期に鹿島神宮大宮司、伊勢神宮大宮司を歴任した鹿島則文は曽祖父にあたる。
茨城県立麻生高等学校を卒業後、日本大学芸術学部写真学科に入学。新宿区若松町の下宿で、落語家の9代目三笑亭可楽、漫画家の高井研一郎等と青春時代を送る。大伯父に日展の理事長もつとめた画家の辻永がいて薫陶を受けた。
卒業後はフリーランスで週刊誌やPR誌を中心に活動する傍ら、人間国宝や落語家をテーマに撮影を行う。
40代頃からライフワークとなる桜に取り組み始め、徐々に巨樹・巨木へとテーマを拡大。ライトバンに生活用品一式を積み込み、車中泊を重ねながら3000本を超える日本全国の巨木を撮影して回り、山と渓谷社から三冊の著作を上梓した。
晩年は助手もつとめた最愛の妻の死を乗り越え、御神木信仰を通じ東アジアに共通するアニミズム信仰へと関心を広げ、沖縄、台湾、韓国へも撮影に赴いていた。
大動脈解離手術の予後不良のため死去。享年78歳。

## エピソード
- 多くの人の助けで枯死の危機を乗り越えた根尾谷の薄墨桜が花から樹そのものへテーマを広げるきっかけであったという。[3]
- 新聞記事で紹介された際のタイトル「巨木巡礼の写真家」をその後、自分でも名乗っていた。[6]
- 高井研一郎からの紹介で漫画家のちばてつや[7]、赤塚不二夫、山内ジョージとも交流があった[8]。
- 9代目三笑亭可楽とは鹿島中学時代の同級生で[9]、かしま大使を共につとめた。
- 可楽からの紹介で落語家の桂米丸、7代目立川談志、林家木久扇、9代目春風亭小柳枝、春風亭栄橋等とも交流があった。[10]

## 著作
『巨樹・巨木 -日本全国674本』 (山と渓谷社）1999年
『続 巨樹・巨木 -日本全国846本』 (山と渓谷社) 2005年
『東京周辺　パワーツリーに会いに行く！』 （山と渓谷社） 2011年 

## 写真展
「桜讃歌」（東京交通会館 シルバーサロン）1986年
「千年の森・巨木写真展」（三重県伊勢市）1994年
「巨樹･巨木巡礼のさくら」（東京都健康プラザハイジア アートウォール）2010年
「東京周辺　パワーツリーに会いに行く！」（東京都健康プラザハイジア アートウォール）2011年
「森の巨人たち　パワーツリーに会いに行く！」(鹿嶋勤労文化会館) 2011年
「故郷の鎮守の杜と御神木」（東京都健康プラザハイジア アートウォール）2013年
「原始の社　～日・韓・台に見る自然神信仰」（ギャラリー・アートグラフ） 2014年

## テレビ出演
- 「おはよう日本」亡き妻と撮った巨木1500本 （NHK） 2006年

- 「大阪ほんわかテレビ」関西人が知らない関西 関西のおすすめ紅葉巨木（よみうりテレビ放送）2013年11月3日

- 「知るしん。」思い出の桜　（NHK 長野放送局）2014年4月18日